# Существо в корзине (фильм)
«Существо в корзине» (англ. Basket Case) — американский художественный фильм режиссёра Фрэнка Хененлоттера, снятый по его сценарию, фильм ужасов с элементами комедии.

## Сюжет
У одной женщины родились сиамские близнецы. Дуэйн — обычный человек, Билайл — отвратительный уродец маленького размера. Женщина умерла при родах. Позднее врачи по настоянию отца решили разделить сдружившихся братьев. Отец желал лучшего будущего для Дуэйна, но не желал оставлять в живых его уродливого брата-близнеца. Операция прошла успешно. Дуэйн купил корзину и стал носить в ней своего уродливого брата, пряча его от посторонних глаз. Братья возненавидели врачей, разделивших их и начали убивать их одного за другим. Билайл обладает огромной физической силой и телепатическими возможностями. Неожиданно Дуэйн влюбляется в секретаршу одного из врачей, на которого братья ведут охоту. Билайл начинает испытывать муки ревности.

## Съёмки
Съёмки фильма начались в конце семидесятых, закончились в 1982 году. Премьера картины состоялась 24 июня 1982 года. Фильм снят на плёнку 16 мм. Бюджет Basket Case составлял всего около 35 000 долларов, которые выделила небольшая производственная группа, в основном за счет собственных денег от аренды, чтобы фильм мог быть реализован. Фильм частично снимался на 42-й улице Манхэттена.
Продюсеры хотели ориентировать фильм на комедийную аудиторию и вырезали все кровавые сцены. Позднее показали полную версию. Билайл создавался с помощью пластилина, глины и кукол. При создании чудовища использовались также статичные подпорки. Когда рука Белиала нападает на своих жертв, это была перчатка, которую носил Хененлоттер. Марионетка используется в сценах с актёром, где глаза светятся красным. В эпизоде буйства Билиала использовалась покадровая анимация.
Сцена, где герой Кевина Ван Хентенрика бежит по улице голышом, снималась без разрешения властей. Актёр был вынужден бегать по холодной зимней улице, пока режиссёр не успел наснимать необходимое количество материала. Съёмочная группа состояла из небольшого количества людей, поэтому в финальных титрах много вымышленных людей и повторяющихся фамилий. Фильм получил рейтинг R (просмотр нежелателен для лиц, не достигших 17 лет). Позднее Фрэнк Хененлоттер снял два продолжения.

## Прокат
Фильм был выпущен в прокат в США компанией Analysis Film Releasing Corporation в апреле 1982 года. В течение нескольких лет после этого он шёл как полуночный фильм.
Фильм был впервые выпущен на DVD в США компанией Image Entertainment в 1998 году. Эта версия в настоящее время не издается. В 2001 году фильм был переиздан на специальном DVD-диске Something Weird Video.. Он был выпущен на Blu-ray 27 сентября 2011 года. Хененлоттер лично контролировал выпуск Blu-ray и исправил многие проблемы, которые он имел с предыдущими выпусками. Эта реставрация была взята из 35-миллиметрового интерпозитива, а исходный 16-миллиметровый негатив, который изначально считался утерянным, использовался в качестве эталона.